# Joris Mathijsen
Joris Mathijsen (wym. [ˈjoːrɪs mɑˈtɛisə(n)]; ur. 5 kwietnia 1980 w Goirle) – holenderski piłkarz grający na pozycji środkowego obrońcy.

## Kariera klubowa
Mathijsen jest wychowankiem drużyny Willem II Tilburg, w której to przeszedł wszystkie szczeble juniorskie aż do pierwszej drużyny. W Eredivisie zadebiutował 27 lutego 1999 roku w meczu przeciwko FC Utrecht i był to wówczas jedyny jego mecz w sezonie 1998/1999. Regularnie w zespole Willem II Mathijsen zaczął grać dopiero 2 lata później – najczęściej na lewej obronie. Nie był zbyt wyróżniającym się obrońcą ligi. W drużynie z Tilburga grał do lata 2004 a wtedy to przeszedł do zaczynającego być jedną czołowych drużyn ligi, AZ Alkmaar. W AZ Alkmaar Mathijsen rozwinął się znakomicie i już teraz jest jednym z lepszych obrońców ligi, a w sezonie 2005/2006 znacząco pomógł zespołowi w wywalczeniu wicemistrzostwa Eredivisie. W latach 2006–2011 był piłkarzem Hamburger SV, z którym wystąpił w Lidze Mistrzów. W sezonu 2011/2012 był zawodnikiem Malagi, z którą podpisał 2-letni kontrakt.
W 2012 roku Mathijsen przeszedł do Feyenoordu. W 2015 roku rozwiązał z nim kontrakt.
| Sezon   | Klub              | Kraj      | Rozgrywki        | Mecze | Bramki |
| ------- | ----------------- | --------- | ---------------- | ----- | ------ |
| 1998/99 | Willem II Tilburg | Holandia  | Eredivisie       | 1     | 0      |
| 1999/00 | Willem II Tilburg | Holandia  | Eredivisie       | 7     | 0      |
| 2000/01 | Willem II Tilburg | Holandia  | Eredivisie       | 22    | 1      |
| 2001/02 | Willem II Tilburg | Holandia  | Eredivisie       | 31    | 1      |
| 2002/03 | Willem II Tilburg | Holandia  | Eredivisie       | 34    | 1      |
| 2003/04 | Willem II Tilburg | Holandia  | Eredivisie       | 32    | 3      |
| 2004/05 | AZ Alkmaar        | Holandia  | Eredivisie       | 25    | 1      |
| 2005/06 | AZ Alkmaar        | Holandia  | Eredivisie       | 25    | 0      |
| 2006/07 | AZ Alkmaar        | Holandia  | Eredivisie       | 1     | 1      |
| 2006/07 | Hamburger SV      | Niemcy    | Bundesliga       | 32    | 0      |
| 2007/08 | Hamburger SV      | Niemcy    | Bundesliga       | 31    | 1      |
| 2008/09 | Hamburger SV      | Niemcy    | Bundesliga       | 33    | 2      |
| 2009/10 | Hamburger SV      | Niemcy    | Bundesliga       | 33    | 1      |
| 2010/11 | Hamburger SV      | Niemcy    | Bundesliga       | 19    | 2      |
| 2011/12 | Málaga CF         | Hiszpania | Primera División | 28    | 0      |
| 2012/13 | Feyenoord         | Holandia  | Eredivisie       | 28    | 0      |
| 2013/14 | Feyenoord         | Holandia  | Eredivisie       | 20    | 1      |
| 2014/15 | Feyenoord         | Holandia  | Eredivisie       | 8     | 0      |

## Kariera reprezentacyjna
Podczas gry w AZ Alkmaar Mathijsenem zainteresował się selekcjoner reprezentacji Holandii Marco van Basten. W reprezentacji zadebiutował 17 listopada 2004 roku w zwycięskim 3:0 meczu z Andorą. Mathijsen został także wybrany do 23-osobowej kadry na Mistrzostwa Świata w Niemczech, na których to reprezentacja Holandii była jednym z głównych faworytów, a Mathijsen obok Landzaata, Jaliensa, de Clera i Timmera był jednym z pięciu reprezentantów wywodzących się z klubu AZ Alkmaar. Zagrał tam w 3 meczach: grupowych z Serbią i Czarnogórą (1:0), z Wybrzeżem Kości Słoniowej (2:1) oraz ćwierćfinałowym z Portugalią (0:1).